# Хупер, Тоуб
Тоуб Хупер (англ. Tobe Hooper; 25 января 1943, Остин, Техас, США — 26 августа 2017, Шерман-Окс, Лос-Анджелес, Калифорния, США) — американский кинорежиссёр, сценарист и продюсер, специализировавшийся в жанре фильмов ужасов. Наиболее известен по фильмам «Полтергейст» и «Техасская резня бензопилой».

## Биография
Родился 25 января 1943 года в городе Остин. У его  отца был кинотеатр в городе Сан-Анджело, поэтому Тоуб начал увлекаться кино с малых лет. С 9 лет начал снимать на отцовскую 8-миллиметровую камеру. Первая звуковая работа была под названием «Бездна» (англ. Abyss), которую он создал в 16 лет. До прихода в профессиональный кинематограф Тоуб работал преподавателем в колледже и оператором документальных фильмов, а также снимал рекламные ролики. В 1965 году ему предложили выставить для отбора на премию «Оскар» свой короткометражный фильм «Грабители» (англ. The Heisters), но тот не был закончен в срок.
Позже, в 1968 году он снял сюжет о фолк-группе «Peter, Paul and Mary» для некоммерческой сети PBS. Его первая художественная картина «Яичная скорлупа» (1969)  — антивоенный экспериментально-психоделический фильм про общину хиппи, снятый за 40 тысяч долларов— попала на кинофестиваль в Атланте, но так и не была официально выпущена в кинопрокат.
В 2010 году дал интервью для третьей серии документального сериала канала Би-Би-Си «История ужасов» (англ. A History of Horror). В 2011 был опубликован его роман «Полуночное кино» (англ. Midnight Movie).
Скончался в Лос-Анджелесе  по естественным причинам 26 августа 2017 года.

## Профессиональная кинокарьера
Свою страсть к кинематографу Тоуб Хупер наконец-то реализует в 1974 году на съемках малобюджетного (стоимостью менее 140 тысяч долларов) фильма о семье маньяков, собрав молодёжную команду из коллег и студентов. Картина, получившая название, «Техасская резня бензопилой» была снята всего за пару недель и 31-летний режиссёр сотворил своеобразный шедевр, ставший ему пропуском в Голливуд. Помимо творческого успеха (постановщик-дебютант в жанре ужасов получил престижный приз критики МКФ фантастического кино в Авориазе), фильм стал удачей и в коммерческом плане.
Спустя три года, собрав часть прежней команды, Хупер снимает новый ироничный жанровый фильм под названием «Смертельная ловушка» (1976) о владельце придорожного мотеля и по совместительству маньяке, скармливающем постояльцев крокодилу. Здесь же впервые пересеклись киносудьбы Роберта Энглунда и Хупера.
Если по первому фильму можно было судить о потенциале молодого кинематографиста, то второй фильм показал, что у Хупера есть свой неповторимый стиль, который не навязан ему извне. Для коллег по производству фильмов ужасов он становится примером для подражания.
Затем Хупер попытал счастья в жанре фантастического триллера, согласившись на съемки фильма «Во тьме» (1979), однако проработав постановщиком всего три дня, был заменён Джоном Кардосом.
В том же году Хупер подписывает контракт с телекомпанией «CBS» на создание телевизионного мини-сериала по бестселлеру Стивена Кинга «Салемские вампиры». Результат привлёк внимание зрителей и достаточно хорошо встречен специалистами жанра «хоррор», отметившими фильм Хупера в числе самых интересных произведений о вампирах, созданных за последние годы.
Теперь на Хупера обратили внимание и крупные кинокомпании, и для Universal он снял очередной фильм ужасов «Аттракцион страха» (1982). Больших успехов Хупер не достиг, но продемонстрировал, что режиссёр может работать не только в малобюджетном трэш-стиле, но и для ведущих студий.
Самое яркое достижение первого этапа творчества режиссёра напрямую связано со Стивеном Спилбергом. С ним (как с продюсером для компании MGM) Хупер создаёт культовый фильм ужасов «Полтергейст».
Последующее творчество режиссёра во второй половине 1980-х годов является следствием почти неизбежных издержек мощного старта. Тоуб Хупер то пытается повторить успех за счёт прежних приёмов («Техасская резня бензопилой 2», 1986), то создаёт эротическую версию романа Колина Уилсона «Космические вампиры», превратив литературную основу в фильм «Жизненная сила» (1985). Но обе эти работы без энтузиазма встречены критикой и зрителями.
Малоудачны были и попытки Тоуба Хупера попробовать себя в научной фантастике:  его фильм «Захватчики с Марса» (1986) — ремейк популярной ленты 1953 года —достижением ни в истории жанра, ни в кинокарьере Хупера не стал.
Новый этап творчества, наступивший в конце 1980-х, связан у режиссёра с активной работой для малого экрана, где его ирония и мастерство по созданию жанровых фильмов, были превосходно реализованы. На 10 лет он почти целиком погружается в создание телесериалов. В этом ряду работа с франшизой «Байки из склепа» (эпизод с участием Вупи Голдберг — «Смертельное ожидание») и телеремейк о похождениях Фредди Крюгера «Кошмары Фредди».
Характерные полнометражные работы середины 1990-х годов — это фильмы с участием Роберта Энглунда «Давилка» (1995) и «Ночные ужасы Тоуба Хупера» (1995). Режиссёр иронизирует над своим первым фильмом о бензопиле, предлагая зрителям новое устройство для уничтожения людей: пресс для отжима белья в прачечной. Маньяки механизируются, но по-прежнему остаются  заложниками своей больной психики.
В эти же годы выходят примечательные пилотные эпизоды Хупера к сериалам «Человек ниоткуда» (англ. «Nowhere Man») с Брюсом Гринвудом и «Тёмные небеса» (англ. «Dark Skies»), формат которых позволяет говорить о новом подходе к фантастическому восприятию обыденных вещей.
Проходным фильмом, снятым для видео, оказалось возвращением Хупера к теме рептилии-людоеда — «Крокодил» (2000).
Лишь почти через девять лет после «Давилки» Тоуб Хупер возвращается к полнометражному художественному кино, сняв фильм ужасов «Кошмар дома на холме» (2003) о серийном убийце, использующем различные инструменты, включая молоток и циркулярную пилу. Следующим стал «Морг» (2005) о матери-одиночке, работающей в морге по соседству с кладбищем.
В 2005 году режиссёр принял участие в большом телевизионном проекте «Мастера ужасов», который объединил известных асов хоррорa, представивших часовые фильмы в этом жанры. Хупер снял эпизод «Танец мёртвых» со своим старым приятелем Робертом Энглундом в главной роли.

## Признание и награды
- 1976 — Кинофестиваль в Авориазе — приз критики за фильм «Техасская резня бензопилой»

## Фильмография

### Кинематограф
| Год  | Фильм                                    | Режиссёр | Сценарист | Продюсер       | Монтажёр | Композитор | Примечания                                           |
| ---- | ---------------------------------------- | -------- | --------- | -------------- | -------- | ---------- | ---------------------------------------------------- |
| 1959 | Бездна                                   | Да       |           |                |          |            | Короткометражные                                     |
| 1964 | Грабители                                | Да       | Да        | Да             | Да       |            | Короткометражные                                     |
| 1966 | Вниз по Пятничной улице                  | Да       | Да        |                | Да       |            | Короткометражный, также оператор                     |
| 1967 | Способ обучения                          | Да       | Да        |                | Да       |            | Коротометражный                                      |
| 1969 | Яичная скорлупа                          | Да       | Да        | Да             | Да       |            | Также оператор, мастер по спецэффектам и фотодизайну |
| 1974 | Техасская резня бензопилой               | Да       | Да        | Да             |          | Да         | Также дополнительный оператор                        |
| 1976 | Смертельная ловушка                      | Да       |           |                |          | Да         | Также дирижёр и аранжировщик саундтрека              |
| 1981 | Смертельная забава                       | Да       |           |                |          |            |                                                      |
| 1982 | Полтергейст                              | Да       |           |                |          |            |                                                      |
| 1985 | Жизненная сила                           | Да       |           |                |          |            |                                                      |
| 1986 | Пришельцы с Марса                        | Да       |           |                |          |            |                                                      |
| 1986 | Техасская резня бензопилой 2             | Да       |           | Сопродюсер     |          | Да         |                                                      |
| 1989 | Спонтанное возгорание                    | Да       | Да        |                |          |            |                                                      |
| 1993 | Ночные кошмары                           | Да       |           |                |          |            |                                                      |
| 1995 | Давилка                                  | Да       | Да        |                |          |            |                                                      |
| 2000 | Крокодил                                 | Да       |           |                |          |            | Видеофильм                                           |
| 2003 | Техасская резня бензопилой               |          |           | Сопродюсер     |          | Да         | Ремейк фильма 1974 года                              |
| 2004 | Кошмар дома на холмах                    | Да       |           |                |          |            |                                                      |
| 2004 | Кошмар дома на холмах: Как это было      |          |           | Исполнительный |          |            | Документальный                                       |
| 2004 | Морг                                     | Да       |           |                |          |            |                                                      |
| 2006 | Техасская резня бензопилой: Начало       |          |           | Да             |          |            |                                                      |
| 2009 | Destiny Express Redux                    | Да       | Да        |                |          |            |                                                      |
| 2013 | Джинн                                    | Да       |           |                |          |            |                                                      |
| 2013 | Техасская резня бензопилой 3D            |          |           | Исполнительный |          |            |                                                      |
| 2017 | Техасская резня бензопилой: Кожаное лицо |          |           | Исполнительный |          |            |                                                      |

Хупер также был первоначальным режиссёром фильмов  «Во тьме» (1979) и   «Змеинный яд» (1981), но был заменён посреди съёмок другими режиссёрами. В титры его имя не попало.

### Режиссёр телевидения
| Год(ы)  | Проект                                            | Примечания                                                                                 |
| ------- | ------------------------------------------------- | ------------------------------------------------------------------------------------------ |
| 1971    | Питер Пол и Мэри: Песня о любви                   | Документальный телефильм                                                                   |
| 1979    | Салемские вампиры                                 | Мини-сериал в 2-х частях                                                                   |
| 1987    | Удивительные истории                              | Эпизод: «Мисс Звёздная пыль»                                                               |
| 1988    | Уравнитель                                        | Эпизод: «Нет места лучше родного дома»                                                     |
| 1988    | Кошмары Фредди                                    | Эпизод: «Больше никакого мистера Славного Парня»                                           |
| 1990    | Сегодня вечером я опасна                          | Телефильм                                                                                  |
| 1991    | Призрачные жизни: Правдивые истории о привидениях | Эпизод: «Призрак / Легенда о Кейт Морган / Дух школы»; также создатель визуальных эффектов |
| 1991    | Байки из склепа                                   | Эпизод: «Мёртвое ожидание»                                                                 |
| 1993    | Мешки для трупов                                  | Телефильм (сегмент: «Глаз»)                                                                |
| 1995    | Человек ниоткуда                                  | Эпизоды: «Абсолютный ноль» и «Карусель»                                                    |
| 1996    | Тёмные небеса                                     | Эпизод: «Пробуждение (Пилот)»                                                              |
| 1996    | Телефонные звонки от мёртвых                      | Телефильм                                                                                  |
| 1997    | Причуды науки                                     | Эпизод: «Паника»                                                                           |
| 1998    | Добыча                                            | Эпизод: «Жаждущий выживания: Невыпущенный пилот»                                           |
| 1999    | Проклятый дом                                     | Телефильм                                                                                  |
| 2000    | Другие                                            | Эпизод: «Души на борту»                                                                    |
| 2002    | Ночные видения                                    | Сегменты: «Лабиринт» и «Груз»                                                              |
| 2002    | Похищенные                                        | Эпизод: «За пределами неба»                                                                |
| 2005-06 | Мастера ужасов                                    | Эпизоды: «Танец мертвецов» и «Проклятая тварь»                                             |

### Режиссёр музыкальных видео
| Год  | Исполнитель | Песня               |
| ---- | ----------- | ------------------- |
| 1983 | Билли Айдол | Dansing with Myself |
| 1991 | The Storm   | Show Me the Way     |

### Актёр
| Год  | Фильм                        | Роль                                    | Примечания                 |
| ---- | ---------------------------- | --------------------------------------- | -------------------------- |
| 1971 | Ветроразделитель             | Джоби                                   |                            |
| 1986 | Техасская резня бензопилой 2 | Мужчина в коридоре отеля                |                            |
| 1988 | Поездка в Америку            | Гость вечеринки                         |                            |
| 1989 | Спонтанное возгорание        | Посетитель закусочной, курящий сигареты |                            |
| 1992 | Лунатики                     | Техник                                  |                            |
| 1993 | Мешки для трупов             | Работник морга №2                       | Телефильм (сегмент «Морг») |